# Holger Lauritzen
Holger Kjeldgaard Lauritzen, född 1 november 1876 i Ottarps församling, Malmöhus län, död 10 februari 1951, var en svensk bankdirektör.
Efter mogenhetsexamen i Lund 1893 var Lauritzen e.o. tjänsteman på Riksbankens avdelningskontor i Malmö 1895–98, tjänsteman i Malmö sparbank 1898, verkställande direktör där 1907–12, kassadirektör vid Skandinaviska Kredit AB i Malmö 1912 verkställande direktör där 1913 och i Stockholm 1919–33. Han var styrelseledamot i bland annat AB Klippans finpapperbruk och Lessebo AB. Han var även ledamot av styrelsen och finansutskottet för Baltiska utställningen i Malmö 1914.
Lauritzen var gift med Thyra Betzy Augusta Murman (1879–1960). År 1952 skapades Holger och Thyra Lauritzens stiftelse för främjande av filmhistorisk verksamhet.